# 12073 Ларімер
12073 Ларімер (12073 Larimer) — астероїд головного поясу, відкритий 20 березня 1998 року.
Тіссеранів параметр щодо Юпітера — 3,503.